# دراكنجارد
دراكنجارد معروفة في اليابان باسم دراج-ون دراجون هي سلسلة من ألعاب الفيديو التي تقوم بأدوار الحركة. تم إصدار اللعبة الأولى التي تحمل ذات الاسم في السلسلة في عام 2003 على بلاي ستيشن 2، وتبعها منذ ذلك الحين تكملة وعرض ثانوي. تم تصميمها من قبل تاكاماسا شيبا وتاكويا إيواساكي على أنها لعبة هجينة بين إيس كمبات وداينستي واريورز 2. تمت كتابة القصة بواسطة شيبا وإيواساكي ويوكو تارو وسوكو ناتوري، الذين تأثروا بالفولكلور الأوروبي ومسلسلات وأفلام الأنيمي الشهيرة في ذلك الوقت. شارك شيبا ويوكو وساواكو في كل إدخال من السلسلة منذ بدايتها.
تدور أحداث المسلسل الرئيسي حول عالم خيالي مظلم على غرار أوروبا الشمالية حيث يعيش البشر والمخلوقات من الأساطير جنباً إلى جنب، في حين تتم إقامة الألعاب العرضية نير: الآلي في واقع بديل للمستقبل يؤدي إلى واحد من النهايات المحتملة للعبة الأولى. تركز القصص بشكل عام على ثروات وشخصيات مجموعة صغيرة من الأبطال المرتبطين بشكل مباشر أو غير مباشر بأحداث القصة ويتأثرون بها. أصبحت مواضيع الحبكة وشخصياتها والنهايات المتعددة عنصراً أساسياً في السلسلة. وأدت شعبيتها في اليابان إلى ظهورها بوسائل إضافية متعددة في شكل روايات ومانجا.
تعتبر السلسلة مشهورة في اليابان؛ حيث تم بيعها بشكل جيد واكتسبت شهرة، لكنها كانت سلسلة متخصصة في المناطق الغربية حتى صدور نير: الآلي. أصبحت الألعاب الرئيسية مشهورة بقصصها المظلمة ومزجها بين القتال الأرضي والجوي، بينما برز نير بسبب مزجه بين أساليب اللعب. تلقت السلسلة استقبالاً متبايناً إلى إيجابياً في كل من اليابان والغرب: أغلبية الإشادة بها كانت لقصتها وشخصياتها وموسيقاها، بينما تعرضت طريقة اللعب لانتقادات لكونها متكررة أو سيئة التصميم.